# ویکرز ویسکونت
ویکرز ویسکونت، هواپیمایی ۴ موتوره ویکرز ویسکونت هواپیمای ملخی ساخت شرکت بریتانیایی ویکرز است، که در دهه های ۴۰، ۵۰ و ۶۰ میلادی نخست به خدمت شرکت ایرانیان ایرویز و سپس با همان رجیستری به هواپیمایی ملی ایران پیوست.
از این مدل هواپیما فقط ۳ فروند وارد ایران شد که هر یک به قیمت ۳ میلیون و ۳۰۰ هزار تومان به سفارش شرکت سهامی هواپیمائی ایران از انگلستان خریداری شدند.
بعدها یک فروند از این مدل هواپیما از استرالیا خریداری شد و به ایران وارد شد. این هواپیما مدتی به عنوان هواپیمای شخصی شاه ایران مورد استفاده قرار گرفت و بعدها به هواپیمائی ملی ایران تحویل داده شد.